# Loudetia camerunensis
Espèce
Synonymes
- Arundinella hildebrandtii Mez[2]
- Arundinella simplex (Nees) Roberty[2]
- Loudetia camerunensis (Stapf) C.E.Hubb.[2]
- Loudetia elegans A.Braun[2]
- Loudetia madagascariensis (Baker) Bosser[2]
- Loudetia simplex subsp. stipoides (Hack.) Bosser[2]
- Stipa madagascariensis Baker[2]
- Trichopteryx camerunensis Stapf[2]
- Trichopteryx elegans (A.Braun) Hack. ex Engl.[2]
- Trichopteryx gracilis Peter[2]
- Trichopteryx incompta Franch.[2]
- Trichopteryx kapiriensis De Wild.[2]
- Trichopteryx nigritiana Stapf[2]
- Trichopteryx simplex (Nees) Engl.[2]
- Tristachya elegans (A.Braun) A.Rich.[2]
- Tristachya simplex Nees[2]

Loudetia camerunensis C.E. Hubb.  est une espèce de plantes à fleurs monocotylédones de la famille des Poaceae,  sous-famille des Panicoideae, originaire d'Afrique.
Cette espèce est considérée par certains auteurs comme un synonyme de Loudetia simplex (Nees) C.E.Hubb.  